# Dualitás (logika)
A logikában azt a jelenséget hívjuk dualitásnak, amikor egy logikai konstans igazságfeltételeit megadva, egy új konstans igazságfeltételeit kaphatjuk, ha az első meghatározásban az igaz szó előfordulásait átcseréljük a hamis szóra. Ez az általános törvényszerűség megfigyelhető mind a kijelentéslogikában (más néven proporcinális vagy nullad rendű logikában), mind az elsőrendű logikában (más néven predikátumlogika) mind pedig a különféle modális logikákban.

## Dualitás a kijelentéslogikában
A kijelentéslogikában logikai konstansként csak a logikai konnektívumok viselkednek, ezért értelemszerűen ezek igazságfeltételes definícióit vizsgálhatjuk a dualitás szempontjából.

### Konjunkcióésalternáció
A nullad rendű logikában a konjunkciót ({\displaystyle \scriptstyle {A\wedge B}}) a következő módon adjuk meg:
{\displaystyle \scriptstyle {A\wedge B}} akkor és csak akkor igaz, ha mindkét tagja igaz.
Ha a bevezetőben írt cserét végrehajtjuk, akkor a következőt kapjuk:
… akkor és csak akkor hamis, ha mindkét tagja hamis.
Ez pedig pontosan az {\displaystyle \scriptstyle {A\vee B}} alternáció hamisságfeltétele, ami már az igazságfeltételét is meghatározza.
A bevezetőben adott informális meghatározással szemben a nulladrendű logikában pontosabban is meg tudjuk határozni ezt a jelenséget. Ehhez azt kell észrevennünk, hogy a kijelentéslogika nyelvében definiált egyetlen egyargumentumú igazságfüggvény a negáció (jele: {\displaystyle \scriptstyle {\lnot }}), pontosan ezt a "megfordítást" végzi el. Így ha egy konjunkciót vagy alternációt tartalmazó formulára megfelelően alkalmazzuk, akkor megkaphatjuk az adott formula duálisát. Azaz a konjunkció és az alternáció interdefiniálhatóak egymással. Ezt fejezi ki tömörebben a következő képlet:
{\displaystyle (A\wedge B)\Leftrightarrow \lnot (\lnot A\vee \lnot B)}
A fenti összefüggés az egyik nevezetes De Morgan-azonosság.

### Negáció
Ha a bevezetőben leírt "felcserélést" a negáción próbáljuk végrehajtani, érdekes eredményt kapunk. Belátható ugyanis, hogy a negáció duálisa saját maga. Ehhez vegyük először a negáció meghatározását:
{\displaystyle \scriptstyle {\lnot A}} akkor és csak akkor igaz, ha {\displaystyle \scriptstyle {A}} hamis.
Ha ezután fölcseréljük az igaz szót a hamissal, a következő eredményt kapjuk.
… akkor és csak akkor hamis, ha {\displaystyle \scriptstyle {A}} igaz.
Ez pedig pontosan a negáció meghatározása.

## Dualitás a predikátumlogikában
A predikátumlogikában vizsgált két konstans a két kvantor az univerzális kvantor (jele: {\displaystyle \scriptstyle {\forall }}) és az egzisztenciális kvantor (jele: {\displaystyle \scriptstyle {\exists }}). Ha megfigyeljük az igazságfeltételeiket, ismét csak a dualitást figyelhetjük meg.: Az univerzális kvantor ugyanis megadható a következőképpen:
Adott interpretáció és a változók adott értékelése mellett egy "{\displaystyle \scriptstyle {\forall x\,(A)}}" szerkezetű formula akkor és csak akkor hamis, ha az {\displaystyle \scriptstyle {x}} változó értéke módosítható úgy - a többi változó értékét érintetlenül hagyva -, hogy {\displaystyle \scriptstyle {A}} hamis legyen.
Az egzisztenciális kvantor pedig így adható meg:
Adott interpretáció és a változók adott értékelése mellett egy "{\displaystyle \scriptstyle {\exists x\,(A)}}" szerkezetű formula akkor és csak akkor igaz, ha az {\displaystyle \scriptstyle {x}} változó értéke módosítható úgy - a többi változó értékét érintetlenül hagyva -, hogy {\displaystyle \scriptstyle {A}} igaz legyen.
Ebből látható, hogy a két kvantor egymás duálisa.
Formulákban ugyanez:
{\displaystyle \forall \,xA\Leftrightarrow \lnot \,\exists x\lnot \,A}
{\displaystyle \exists \,xA\Leftrightarrow \lnot \,\forall x\lnot \,A}
Ezeket az összefüggéseket szokás a kvantifikáció De Morgan szabályainak nevezni.

## Dualitás amodális logikában
A modális logikában vizsgált két új konstans a {\displaystyle \scriptstyle {\Box }} és a {\displaystyle \scriptstyle {\Diamond }}. Ezek a konstansok az operátorok családjába tartoznak. Kiolvasásuk nehézkes, általában "szükségszerű"-nek és "lehetséges"-nek szokás hívni őket. Ruzsa Imre azt javasolja, hogy "nec"-nek és "posz"-nak olvassuk ki, azonban valószínűleg a legsemlegesebb kiolvasás, ha egyszerűen "doboz"-nak és "gyémánt"-nak hívjuk őket.[forrás?]
Egy {\displaystyle \scriptstyle {\Box \,A}} formájú kifejezés informálisan megfogalmazva akkor és csak akkor igaz, ha szükségszerű, hogy {\displaystyle \scriptstyle {A}} igaz. Ezt érthetjük úgy, hogy lehetetlen {\displaystyle \scriptstyle {A}} hamissága. Ha pedig lehetetlen alatt azt értjük, hogy nem lehetséges, akkor a következő módon formulázhatjuk meg {\displaystyle \scriptstyle {\Box }} és {\displaystyle \scriptstyle {\Diamond }} dualitását:
{\displaystyle \Box \,A\Leftrightarrow \lnot \,\Diamond \,\lnot \,A}
Természetesen ugyanez fordítva is igaz, azaz:
{\displaystyle \Diamond \,A\Leftrightarrow \lnot \,\Box \,\lnot \,A}
Ezeket az összefüggéseket szokás a modális logika De Morgan szabályainak nevezni.

## Általánosítások
Az eddig tárgyalt, informálisan kifejtett jelenségnek léteznek különböző erejű, teljesen formális általánosításai is. Az első nullad rendű formulákra mondja ki a dualitást, a második pedig n-argumentumú műveletekre.

### Általánosítás formulákra
Legyen {\displaystyle \scriptstyle {\varphi }} egy olyan formula amely csak és kizárólag a {\displaystyle \scriptstyle {\wedge }}, {\displaystyle \scriptstyle {\vee }} és {\displaystyle \scriptstyle {\lnot }} konstansokat tartalmazza. Ekkor {\displaystyle \scriptstyle {\varphi ^{*}}} az a formula amelyet úgy kapunk {\displaystyle \scriptstyle {\varphi }}-ből, hogy az előforduló {\displaystyle \scriptstyle {\wedge }}, {\displaystyle \scriptstyle {\vee }}, {\displaystyle \scriptstyle {\top }}, {\displaystyle \scriptstyle {\bot }} konstansokat rendre a {\displaystyle \scriptstyle {\vee }}, {\displaystyle \scriptstyle {\wedge }}, {\displaystyle \scriptstyle {\bot }} és {\displaystyle \scriptstyle {\top }} konstansokra cseréljük. Ezt a {\displaystyle \scriptstyle {\varphi ^{*}}} formulát {\displaystyle \scriptstyle {\varphi }} formula duálisának nevezzük. Bizonyítható, hogy bármely {\displaystyle \scriptstyle {\varphi }} és {\displaystyle \scriptstyle {\psi }} esetén fennállnak a következő összefüggések:
- {\displaystyle \scriptstyle {\varphi (p_{1},\dots p_{n})\leftrightarrow \neg \varphi ^{*}(\neg p_{1}\dots \neg p_{n})}}
- {\displaystyle \scriptstyle {\varphi \leftrightarrow \psi }} akkor és csak akkor, ha {\displaystyle \scriptstyle {\varphi ^{*}\leftrightarrow \psi ^{*}}}

### Általánosítás műveletekre
A formulákra általánosított dualitás-definíció igazából a fenti informális körülírás formalizálása volt. Nulladrendű rendszer után megadható lenne elsőrendű vagy modális nyelvekre is formuladualitási definíció. Azonban felírható egy teljesen általános algebrai definíció is.
Adott {\displaystyle \scriptstyle {H}} alaphalmaz esetén, melynek elemein megengedett az invertálás, egy n-argumentumú invertálható reláció duálisát a következő összefüggés alapján kapjuk meg:
{\displaystyle f^{*}(x_{1},...,x_{n})=_{\mathrm {def} }f^{-1}({x_{1}}^{-1},...,{x_{n}}^{-1})}